# NGC 1459
NGC 1459 je galaksija u zviježđu Kemijska peć.

## Vanjske poveznice
- SEDS: NGC 1459